# 전병철
전병철은 대한민국의 배우이다.

## 연기 활동

### 드라마
- 2010년 MBC 드라마넷 사사극 《별순검 시즌 3》
- 2010년 OCN 금요드라마 《신의 퀴즈》... 이준서의 아버지 역
- 2010년 SBS 플러스 시트콤 《이글이글》 ... 전병철 역
- 2010년 SBS 월화드라마 《괜찮아 아빠딸》... 김과장 역
- 2011년 SBS 미니시리즈 《아테나: 전쟁의 여신》... 아테나 요원 역
- 2011년 MBC 특집드라마 《나는 살아있다》 ... 원탁 역
- 2011년 TV조선 주말드라마 《지운수대통》 ... 피과장 역
- 2015년 QTV 월요드라마 《영웅들》... 우진 역
- 2016년 JTBC 금토드라마 《욱씨남정기》 ... 장사장 역
- 2017년 JTBC 금토드라마 《힘센여자 도봉순》 ... 서장 역
- 2017년 SBS 월화드라마 《조작》 ... 김사장 역

### 영화
- 2010년 《심장이 뛴다》 ... 중개업자 역
- 2010년 《여덟 번의 감정》 ... 동우 역
- 2011년 《기생령》 ... 형사 반장 역
- 2012년 《철가방 우수씨》 ... 우수담임 역
- 2013년 《홀리》 ... 영업상무 역
- 2014년 《아빠를 빌려드립니다》 ... 골드만 아름부 역
- 2014년 《씨에스타》 ... 성민 역
- 2021년 《강철연인》 ... 목사 역
- 2021년 《엄마의 자리》 ... 황사장 역